# Septembre 1999

## Évènements
- 31 août-16 septembre : série d'attentats en Russie.
- 8 septembre :
  - Hiroshi Zota tue deux personnes et en blesse six autres à l'aide d'un couteau et d'un marteau dans une rue de Tokyo ;
  - l'ONU annonce le départ de ses observateurs au Timor oriental car leur sécurité n'est pas assurée. Depuis le référendum gagnant du 30 août sur l'indépendance du territoire, les milices indonésiennes organisent des massacres parmi la population.
- 9 septembre : déclaration de Syrte, qui transforme l'OUA en l'Union Africaine.
- 11 septembre : le président Bill Clinton menace l'Indonésie d'un boycottage si les massacres continuent au Timor oriental.
- 12 septembre : (Formule 1) : Grand Prix automobile d'Italie.
- 13 septembre : Johnny Hallyday sort l'album Sang pour sang (deux millions d'exemplaires, ce qui fait de l'opus du chanteur le plus vendu de sa carrière) réalisé par son fils David.
- 14 septembre : Kiribati, Nauru et Tonga rejoignent l'ONU.
- 20 septembre : les premières troupes onusiennes débarquent au Timor oriental.
- 21 septembre : un tremblement de terre de magnitude 7,1 sur l'échelle de Richter secoue Taïwan.
- 26 septembre (Formule 1) : Grand Prix automobile d'Europe.

## Naissances
- 2 septembre :
  - Erik Brännström, joueur de hockey sur glace suédois ;
  - Hans Sama, joueur d'e-sport français.
- 6 septembre : Mohamed Ali Ben Romdhane, footballeur tunisien.
- 9 septembre : Bilal Hassani, chanteur et vidéaste français.
- 12 septembre : Razmik Papikyan, lutteur arménien.
- 14 septembre :
  - Emma Kenney, actrice américaine ;
  - Alexis Mathieu, judoka français.
- 15 septembre : Jaren Jackson Jr., joueur de basket-ball américain.
- 19 septembre : 
  - Precious Achiuwa, basketteur nigérian
  - Max Willems, acteur néerlandais.
- 30 septembre : Romane Dicko, judokate française.